# 川村杏奈
川村 杏奈（かわむら あんな、1991年10月26日 - ）は、福井県福井市出身の元ハンドボール選手。日本ハンドボールリーグのソニーセミコンダクタマニュファクチャリングに所属していた。

## 経歴
東海大学時代は2012年に第17回ヒロシマ国際ハンドボール大会の日本代表に初選出。2013年5月にU-22東アジア選手権の日本代表に選出され、12月には第21回女子世界選手権の日本代表に選出された。
2014年に日本ハンドボールリーグのソニーセミコンダクタへ加入。2014-15年シーズンは全18試合に出場し、47得点を記録。7mスローはリーグ4位の20得点を挙げた。シーズン終了後の3月には第15回女子アジア選手権では日本代表に選出。
2015-16年シーズンは10試合の出場となったが、リーグ10位タイの40得点を記録。シーズン中の12月に行われた第22回女子世界選手権で日本代表に選出され、合計6得点を記録した。
2016年3月にはリオデジャネイロオリンピック世界最終予選の日本代表に選出された。
2016-17年シーズンは全18試合に出場し、フィールド得点はリーグ5位の59得点を挙げた。レギュラーシーズン終了後に行われた第15回女子アジア選手権で前回大会に引き続き日本代表に選出。合計14得点を挙げた。
2017-18年シーズンはリーグ10位となる83得点を記録した。
2018-19年シーズンは107得点（リーグ6位）を挙げた。
2021年3月、引退を表明。

## 詳細情報

### 年度別成績
| 年       | チーム   | 試合 | フィールド 得点 | 率   | 7m    | 合計    | 警告 | 退場 | 失格 |
| -------- | -------- | ---- | --------------- | ---- | ----- | ------- | ---- | ---- | ---- |
| 2014-15  | ソニー   | 18   | 27/86           | .314 | 20/25 | 47/111  | 5    | 1    | 0    |
| 2015-16  | ソニー   | 10   | 33/73           | .452 | 7/11  | 40/84   | 3    | 1    | 0    |
| 2016-17  | ソニー   | 18   | 59/130          | .454 | 0/0   | 59/130  | 2    | 1    | 0    |
| 2017-18  | ソニー   | 24   | 83/171          | .485 | 0/0   | 83/171  | 4    | 2    | 0    |
| 2018-19  | ソニー   | 24   | 81/189          | .429 | 26/29 | 107/218 | 4    | 2    | 0    |
| 2019-20  | ソニー   | 14   | 51/104          | .490 | 3/4   | 54/108  | 0    | 0    | 0    |
| 2020-21  | ソニー   | 15   | 60/108          | .556 | 0/0   | 60/108  | 0    | 2    | 0    |
| JHL：7年 | JHL：7年 | 123  | 394/861         | .458 | 56/69 | 450/930 | 18   | 9    | 0    |

- 各年度の太字はリーグ最高

### JHLプレーオフ
| 年      | チーム | 試合                                     | フィールド 得点 | 率   | 7m  | 合計 | 警告 | 退場 | 失格 |
| ------- | ------ | ---------------------------------------- | --------------- | ---- | --- | ---- | ---- | ---- | ---- |
| 2014-15 | ソニー | 北國銀行戦 (準決勝)                      | 3/5             | .600 | 0/2 | 3/7  | 0    | 0    | 0    |
| 2015-16 | ソニー | オムロン戦 (準決勝)                      | 0/0             | -    | 1/1 | 1/1  | 0    | 0    | 0    |
| 2017-18 | ソニー | 三重バイオレットアイリス戦 (1stステージ) | 0/0             | -    | 0/0 | 0/0  | 0    | 0    | 0    |
| 2017-18 | ソニー | 広島メイプルレッズ戦 (2ndステージ)       | 0/0             | -    | 0/0 | 0/0  | 0    | 0    | 0    |

### タイトル・表彰

#### 日本ハンドボールリーグ
- 殊勲選手賞 (2020年)

### 記録

#### 日本ハンドボールリーグ
- 初得点・7mスロー初得点：2014年11月1日、対三重バイオレットアイリス戦（ブラザー体育館）[16]
- フィールドゴール初得点：2014年11月8日、対広島メイプルレッズ戦（霧島市国分体育館）[17]
- 通算200得点：2018年2月3日、対オムロン戦（天草市民センター）[18]
- 通算300得点：2019年1月20日、対アランマーレ戦（広島市中区スポーツセンター）[19]
- 通算400得点：2020年10月17日、対メイプルレッズ戦（広島サンプラザホール）[20]

### 背番号
- 6 (2014 - 2021年)

## 代表歴

### 日本代表
- オリンピック予選 (リオデジャネイロ五輪アジア予選/世界最終予選)
- 世界選手権 (2013年・2015年)
- アジア選手権 (2015年・2017年)
- ジャパンカップ (2017年・2019年)
- ヒロシマ国際大会 (2012年・2013年・2014年・2015年・2016年)
- 日韓定期戦 (2013年・2014年・2016年・2017年・2019年)
- 欧州遠征 (2019年)

#### 大会別成績
| 年     | 大会                  | 対戦国                       | フィールド 得点 | 率    | 7m  | 合計 | 警告 | 退場 | 失格 |
| ------ | --------------------- | ---------------------------- | --------------- | ----- | --- | ---- | ---- | ---- | ---- |
| 2013年 | 世界選手権            | セルビア戦 (予選)            | -               | -     | -   | -    | -    | -    | -    |
| 2013年 | 世界選手権            | デンマーク戦 (予選)          | -               | -     | -   | -    | -    | -    | -    |
| 2013年 | 世界選手権            | 中華人民共和国戦 (予選)      | 0/0             | -     | 0/0 | 0/0  | 0    | 0    | 0    |
| 2013年 | 世界選手権            | ブラジル戦 (予選)            | 0/0             | -     | 0/0 | 0/0  | 0    | 0    | 0    |
| 2013年 | 世界選手権            | アルジェリア戦 (予選)        | 2/4             | .500  | 0/0 | 2/4  | 0    | 1    | 0    |
| 2013年 | 世界選手権            | フランス戦 (決勝T1回戦)      | 0/0             | -     | 0/0 | 0/0  | 0    | 0    | 0    |
| 2015年 | リオ五輪 アジア予選   | ウズベキスタン戦             | 2/4             | .500  | 0/0 | 2/4  | 0    | 0    | 0    |
| 2015年 | リオ五輪 アジア予選   | 中華人民共和国戦             | -               | -     | -   | -    | -    | -    | -    |
| 2015年 | リオ五輪 アジア予選   | カザフスタン戦               | -               | -     | -   | -    | -    | -    | -    |
| 2015年 | リオ五輪 アジア予選   | 韓国戦                       | -               | -     | -   | -    | -    | -    | -    |
| 2015年 | 世界選手権            | デンマーク戦 (予選)          | 0/2             | .000  | 0/0 | 0/2  | 0    | 0    | 0    |
| 2015年 | 世界選手権            | モンテネグロ戦 (予選)        | 0/2             | .000  | 0/0 | 0/2  | 0    | 0    | 0    |
| 2015年 | 世界選手権            | チュニジア戦 (予選)          | 0/1             | .000  | 1/1 | 1/2  | 0    | 0    | 0    |
| 2015年 | 世界選手権            | セルビア戦 (予選)            | 0/2             | .000  | 0/0 | 0/2  | 0    | 0    | 0    |
| 2015年 | 世界選手権            | ハンガリー戦 (予選)          | 1/4             | .250  | 0/0 | 1/4  | 0    | 0    | 0    |
| 2015年 | 世界選手権            | 中華人民共和国戦 (17-20位戦) | 0/0             | -     | 0/0 | 0/0  | 0    | 0    | 0    |
| 2015年 | 世界選手権            | プエルトリコ戦 (19-20位戦)   | 2/2             | 1.000 | 2/2 | 4/4  | 0    | 0    | 0    |
| 2016年 | リオ五輪 世界最終予選 | チュニジア戦                 | 3/4             | .750  | 0/0 | 3/4  | 0    | 0    | 0    |
| 2016年 | リオ五輪 世界最終予選 | オランダ戦                   | 0/0             | -     | 0/0 | 0/0  | 0    | 0    | 0    |
| 2016年 | リオ五輪 世界最終予選 | フランス戦                   | 0/0             | -     | 0/0 | 0/0  | 0    | 0    | 0    |

### 日本代表U-22
- U-22東アジア選手権 (2013年)

### 日本代表U-20
- ジュニア世界選手権 (2010年)